# Gerard Dielessen

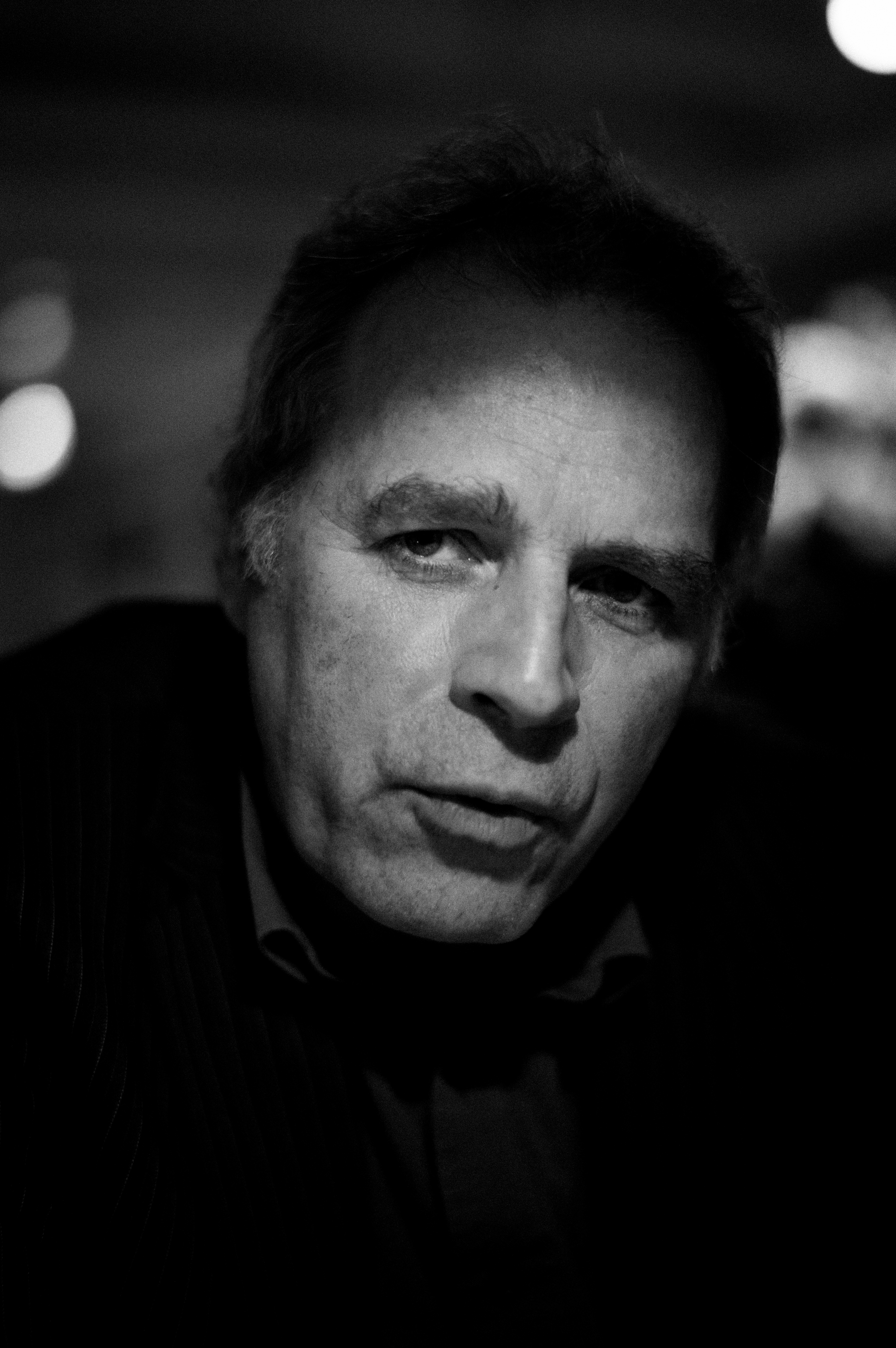
Dielessen in 2009

Gerard Dielessen (Utrecht, 20 januari 1955) is een Nederlands bestuurder.
Dielessen begon zijn carrière in 1976 in de journalistiek bij het Utrechts Nieuwsblad en werkte daarna voor het NOS Journaal, Nova en Studio Sport.
Van 1 maart 2002 tot september 2003 zat Dielessen in de directie bij NOS Studio Sport. Tot 2010 was Dielessen algemeen directeur van de NOS.
Sinds 2008 is Dielessen lid van de Club van 28, de brede maatschappelijke denktank van het Olympisch Plan 2028.
Op 9 juni 2011 fietst Gerard Dielessen mee met Alpe d'HuZes. Dielessen woont in Hijken en fietste mee in het team Arnhemsmeisjefietst van Myrthe Brak, een meisje dat op haar dertiende jaar voor het eerst meefietste met dit evenement.
Van 2010 tot 2021 was hij algemeen directeur van sportkoepel NOC*NSF.